# Züricher Vielliebchen-Walzer
Der Züricher Vielliebchen-Walzer ist eines der wenigen Klavierstücke von Richard Wagner.

## Entstehung
Wagner komponierte das Stück 1854 während seines mehrjährigen Aufenthaltes in Zürich. Es entstand anlässlich eines Besuches von Marie Luckemeyer (1836–1874), der Schwester von Wagners Freundin Mathilde Wesendonck. Für sie komponierte Wagner das kurze romantische Stück, das in seiner Art etwas an Schuberts Moments musicaux erinnert. Veröffentlicht wurde der Walzer vermutlich 1902.

## Beschreibung
Der Walzer ist in Es-Dur geschrieben und umfasst 34 Takte. Die Spieldauer beträgt je nach Tempo rund anderthalb Minuten. Als Anmerkung schrieb Wagner unter den Titel: „So lustig wie möglich, aber mit leidenschaftlichem Anstand“. Das Stück trägt die Werknummer Nummer WWV 88.